# Köhlernächte
Köhlernächte ist ein Kinodokumentarfilm aus dem Jahr 2017 des Schweizer Regisseurs Robert Müller (* 1962). Der Film gibt Einblick in die Welt der Köhler vom Bramboden im Luzerner Entlebuch. Gezeigt wird das Handwerk der traditionellen Meilerköhlerei.

## Entstehung
Der Dokumentarfilmer und Regisseur Robert Müller begleitete die Köhler im Entlebuch über einen Zeitraum von fünf Jahren bei ihrer Tätigkeit. Dabei entstand ein authentisches Porträt sowohl der Köhlerei wie auch der Köhler.

## Inhalt
Köhlernächte zeigt die traditionelle Meilerköhlerei, wie sie im Bramboden im Luzerner Entlebuch heute noch praktiziert wird. Die rauchenden Kohlenmeiler, die Arbeit mit dem Feuer, die Vorgänge im Verborgenen und die alchemistisch anmutende Verwandlung von Holz zu Kohle, all dies strahlt etwas Magisches aus.
Die Filmmusik stammt von dem Komponisten und Schlagzeuger Fritz Hauser.
Der Film dokumentiert den harten Köhleralltag. Zu sehen sind die Köhler und ihr respektvoller Umgang mit der einheimischen Ressource Holz sowie mit Feuer und Rauch. Es wird auch getrunken, geraucht und geflucht. Das macht den Film abwechslungsreich und zuweilen auch amüsant.

## Rezeption
Die Uraufführung des Films Köhlernächte fand 2017 am Internationalen Leipziger Festival für Dokumentar- und Animationsfilm, der DOK Leipzig, statt. 2018 wurde Köhlernächte an den 53. Solothurner Filmtagen präsentiert. Für seine Kameraführung wurde Pio Corradi mit dem Schweizer Filmpreis für die beste Kamera ausgezeichnet. Dazu äusserte sich Urs Bühler in der Neuen Zürcher Zeitung: «Da ist etwa der Kameramann Pio Corradi, ein Meister des hiesigen Schaffens, der nun, mit 77 Lebensjahren und nach gegen hundert Werken, für seine Arbeit in ‹Köhlernächte› seinen ersten Schweizer Filmpreis erhält.»
Der Film Köhlernächte erhielt gute Kritiken und kam vor allem auch beim Heimpublikum gut an. So schrieb Regina Grüter in der Luzerner Zeitung: «Seit frühester Kindheit davon fasziniert, geht der Luzerner Robert Müller dem uralten Handwerk in ‹Köhlernächte› auf den Grund. Mit einem exzellenten Team schafft der Künstler, Filmemacher und Dozent an der Hochschule Luzern – Design & Kunst einen Kinofilm, der weit über Wissensvermittlung hinausgeht.» Und weiter: «Insbesondere die Nachtaufnahmen sind hervorragend. Zusammen mit der Musik von Fritz Hauser, die fast gänzlich aus Geräuschen konzipiert wurde, führt das zu magischen Momenten […]. Filmkunst und Kunsthandwerk beflügeln sich gegenseitig.»
In der Zuger Presse schrieb Geri Krebs: «Eine persönliche Präsentation durch den Regisseur gibt es schliesslich auch beim grossartigen Dokumentarfilm ‹Köhlernächte›, der beim diesjährigen Schweizer Filmpreis für die beste Kamera ausgezeichnet wurde. Der aus Luzern stammende Regisseur Robert Müller wird zusammen mit einem Protagonisten des Films, einem Köhler aus dem Entlebuch, von der Entstehungsgeschichte dieses bildgewaltigen Porträts eines vom Aussterben bedrohten traditionellen Handwerks aus der Region erzählen. Es dürfte mit Sicherheit ein Highlight des diesjährigen Zuger Open-Air-Kino-Sommers werden.»
Der Film war nicht nur in den Schweizer Kinos zu sehen. Zu den internationalen Vorführungen zählt auch die Filmtournee in Neuseeland, die den Film 2018 nach Wellington, Auckland, Dunedin, Christchurch, Nelson und New Plymouth brachte.

## Festivals
- DOK Leipzig, Internationales Leipziger Festival für Dokumentar- und Animationsfilm, Deutschland, 2017
- Solothurner Filmtage, Schweiz, 2018
- Trento Filmfestival, Italien, 2018
- Filmkunstfest MV Schwerin, Filmkunstfest Mecklenburg-Vorpommern, Deutschland, 2018
- Encuentros del Otro Cine, EDOC Festival, Quito, Ecuador, 2018